# Katharine Hurst
Pour les articles homonymes, voir Hurst.
Katharine Hurst de son nom complet Katharine Patricia Hurst est une juriste et avocate australienne. Elle est la première femme procureure dans la Colonie et protectorat du Kenya. Elle meurt le 31 décembre 1976.

## Biographie
Katharine Patricia Hurst est admise au collège juridique Lincoln's Inn en 1946 puis devient en 1953 la première femme procureure dans la colonie britannique du Kenya où elle poursuit en justice les membres de la société secrète Mau Mau, initiateurs de la révolte des Mau Mau, responsables selon le gouvernement colonial de nombreux décès dans les années 1950.

## Carrière
Katharine Hurst est, selon le journal Sun Herald, une figure impressionnante au tribunal,: 

« [...] Une avocate est entrée dans le tribunal de Githunguri avec un revolver à la main. Katharine Patricia Hurst, 34 ans, portait une jupe d'exercice kaki, des bas de nylon maculés de boue, une chemise blanche d'homme et une cartouchière pour tenir le revolver. Sa robe d'avocat est venue s'ajouter à tout cela alors qu'elle ouvrait le procès de la Couronne contre cinq rangées d'indigènes d'Afrique de l'Est menottés, dans le plus grand procès pour meurtre de masse de l'histoire du Commonwealth [...]. »

Elle meurt le 31 décembre 1976.